# Gaoqiao (köpinghuvudort i Kina, Liaoning Sheng, lat 40,90, long 121,00)
Gaoqiao (kinesiska: 高桥, 高桥镇) är en köpinghuvudort i Kina. Den ligger i provinsen Liaoning, i den nordöstra delen av landet, omkring 220 kilometer sydväst om provinshuvudstaden Shenyang. Antalet invånare är 24 869. Befolkningen består av 12 342 kvinnor och 12 527 män. Barn under 15 år utgör 12,0 %, vuxna 15-64 år 77 %, och äldre över 65 år 9,0 %.
Runt Gaoqiao är det ganska tätbefolkat, med 192 invånare per kvadratkilometer. Närmaste större samhälle är Lianshan, 19,2 km sydväst om Gaoqiao. Trakten runt Gaoqiao består i huvudsak av gräsmarker.
Genomsnittlig årsnederbörd är 806 millimeter. Den regnigaste månaden är juli, med i genomsnitt 190 mm nederbörd, och den torraste är januari, med 8 mm nederbörd.